# Acanthodillo barringtonensis
Acanthodillo barringtonensis är en kräftdjursart som beskrevs av Lewis 1998. Acanthodillo barringtonensis ingår i släktet Acanthodillo och familjen Armadillidae. Inga underarter finns listade i Catalogue of Life.